# Pavel Hofmann
Pavel Hofmann, češki veslač, * 29. januar 1938, Praga.
Hofmann je za Češkoslovaško nastopil na Poletnih olimpijskih igrah 1960 in 1964.
Na igrah leta 1960 je bil češkoslovaški čoln izločen v polfinalu, na igrah leta 1964 pa je Hofmann s soveslačem Vladimírjem Andrsom v dvojnem dvojcu osvojil bronasto medaljo. 